# Coppa del Belgio (pallavolo femminile)
La Coppa del Belgio è una competizione pallavolistica per squadre di club belghe femminili, organizzata con cadenza annuale dalla FRBV.

## Edizioni
| Edizione         | Edizione          | Podio                | Podio     | Podio               |
| Anno             | Sede della finale | Campione             | Risultato | Finalista           |
| ---------------- | ----------------- | -------------------- | --------- | ------------------- |
| 1967-68 Dettagli | -                 | VOG Oostende         | -         | -                   |
| 1968-69 Dettagli | -                 | VOG Oostende         | -         | -                   |
| 1969-70 Dettagli | -                 | VOG Oostende         | -         | -                   |
| 1970-71 Dettagli | -                 | Hermes Oostende      | -         | -                   |
| 1971-72 Dettagli | -                 | Hermes Oostende      | -         | -                   |
| 1972-73 Dettagli | -                 | VOG Oostende         | -         | -                   |
| 1973-74 Dettagli | -                 | SC Dilbeek-Itterbeek | -         | -                   |
| 1974-75 Dettagli | -                 | VOG Oostende         | -         | -                   |
| 1975-76 Dettagli | -                 | VOG Oostende         | -         | -                   |
| 1976-77 Dettagli | -                 | Hermes Oostende      | -         | -                   |
| 1977-78 Dettagli | -                 | SC Dilbeek-Itterbeek | -         | -                   |
| 1978-79 Dettagli | -                 | VC Temse             | -         | -                   |
| 1979-80 Dettagli | -                 | SC Dilbeek-Itterbeek | -         | -                   |
| 1980-81 Dettagli | -                 | SC Dilbeek-Itterbeek | -         | -                   |
| 1981-82 Dettagli | -                 | Hermes Oostende      | -         | -                   |
| 1982-83 Dettagli | -                 | Hermes Oostende      | -         | -                   |
| 1983-84 Dettagli | -                 | DECO Denderhoutem    | -         | -                   |
| 1984-85 Dettagli | -                 | Herentals            | -         | -                   |
| 1985-86 Dettagli | -                 | Saco Halle           | -         | -                   |
| 1986-87 Dettagli | -                 | Herentals            | -         | -                   |
| 1987-88 Dettagli | -                 | Hermanas Wervik      | -         | -                   |
| 1988-89 Dettagli | -                 | VC Temse             | -         | -                   |
| 1989-90 Dettagli | -                 | Herentals            | 3 - 2     | Kortrijk            |
| 1990-91 Dettagli | -                 | VC Temse             | -         | Herentals           |
| 1991-92 Dettagli | -                 | Datovoc Tongeren     | -         | -                   |
| 1992-93 Dettagli | -                 | Herentals            | 3 - 1     | Dauphines Charleroi |
| 1993-94 Dettagli | -                 | Datovoc Tongeren     | -         | -                   |
| 1994-95 Dettagli | -                 | Dauphines Charleroi  | 3 - 1     | Herentals           |
| 1995-96 Dettagli | -                 | Asteríx Kieldrecht   | -         | Datovoc Tongeren    |
| 1996-97 Dettagli | -                 | Herentals            | -         | Datovoc Tongeren    |
| 1997-98 Dettagli | -                 | Asteríx Kieldrecht   | -         | -                   |
| 1998-99 Dettagli | -                 | Asteríx Kieldrecht   | 3 - 0     | Datovoc Tongeren    |
| 1999-00 Dettagli | -                 | Datovoc Tongeren     | -         | Herentals           |
| 2000-01 Dettagli | -                 | Asteríx Kieldrecht   | 3 - 1     | Herentals           |
| 2001-02 Dettagli | -                 | Asteríx Kieldrecht   | 3 - 0     | AVO Melsele         |
| 2002-03 Dettagli | -                 | Datovoc Tongeren     | -         | Asteríx Kieldrecht  |
| 2003-04 Dettagli | -                 | Datovoc Tongeren     | 3 - 1     | Asteríx Kieldrecht  |
| 2004-05 Dettagli | -                 | Datovoc Tongeren     | 3 - 0     | Asteríx Kieldrecht  |
| 2005-06 Dettagli | -                 | Asteríx Kieldrecht   | 3 - 0     | Dauphines Charleroi |
| 2006-07 Dettagli | -                 | Asteríx Kieldrecht   | 3 - 0     | VDK Gent            |
| 2007-08 Dettagli | -                 | Asteríx Kieldrecht   | 3 - 1     | VDK Gent            |
| 2008-09 Dettagli | -                 | VDK Gent             | 3 - 2     | Asteríx Kieldrecht  |
| 2009-10 Dettagli | -                 | Asteríx Kieldrecht   | 3 - 0     | Dauphines Charleroi |
| 2010-11 Dettagli | -                 | Asteríx Kieldrecht   | 3 - 2     | VDK Gent            |
| 2011-12 Dettagli | -                 | Dauphines Charleroi  | 3 - 1     | Asteríx Kieldrecht  |
| 2012-13 Dettagli | -                 | Oudegem              | 3 - 1     | Asteríx Kieldrecht  |
| 2013-14 Dettagli | -                 | Asteríx Kieldrecht   | 3 - 1     | Richa Michelbeke    |
| 2014-15 Dettagli | Anversa           | Asteríx Kieldrecht   | 3 - 0     | VDK Gent            |
| 2015-16 Dettagli | Anversa           | Asteríx Kieldrecht   | 3 - 0     | Datovoc Tongeren    |
| 2016-17 Dettagli | Anversa           | Asterix Avo          | 3 - 1     | VDK Gent            |
| 2017-18 Dettagli | Anversa           | Asterix Avo          | 3 - 0     | Oudegem             |
| 2018-19 Dettagli | Anversa           | Hermes Oostende      | 3 - 0     | Richa Michelbeke    |
| 2019-20 Dettagli | Anversa           | Hermes Oostende      | 3 - 0     | Asterix Avo         |
| 2020-21 Dettagli | Anversa           | Asterix Avo          | 3 - 0     | Oudegem             |
| 2021-22 Dettagli | Anversa           | Oudegem              | 3 - 0     | VDK Gent            |
| 2022-23 Dettagli | Anversa           | Asterix Avo          | 3 - 2     | VDK Gent            |

## Palmarès
| Squadra              | Titolo | Edizione |
| -------------------- | ------ | --- |
| Asterix Avo          | 17     | 1995-96, 1997-98, 1998-99, 2000-01, 2001-02, 2005-06, 2006-07, 2007-08, 2009-10, 2010-11, 2013-14, 2014-15, 2015-16, 2016-17, 2017-18, 2020-21, 2022-23 |
| Hermes Oostende      | 7      | 1970-71, 1971-72, 1976-77, 1981-82, 1982-83, 2018-19, 2019-20                                                                                           |
| VOG Oostende         | 6      | 1967-68, 1968-69, 1969-70, 1972-73, 1974-75, 1975-76 |
| Datovoc Tongeren     | 6      | 1991-92, 1993-94, 1999-00, 2002-03, 2003-04, 2004-05 |
| Herentals            | 5      | 1984-85, 1986-87, 1989-90, 1992-93, 1996-97 |
| SC Dilbeek-Itterbeek | 4      | 1973-74, 1977-78, 1979-80, 1980-81 |
| VC Temse             | 3      | 1978-79, 1988-89, 1990-91 |
| Charleroi            | 2      | 1994-95, 2011-2012 |
| Oudegem              | 2      | 2012-13, 2021-22 |
| DECO Denderhoutem    | 1      | 1983-84 |
| Saco Halle           | 1      | 1985-86 |
| Hermanas Wervik      | 1      | 1987-88 |
| VDK Gent             | 1      | 2008-09 |